# Průsmyk Kubalonka
Průsmyk Kubalonka, polsky Przełęcz Kubalonka, je horský průsmyk s nadmořskou výškou 761 m. Nachází se ve Slezských Beskydech (patřící do geomorfologické oblasti Západní část Západních Beskyd), v krajinném parku Park Krajobrazowy Beskidu Śląskiego a patří do obce Jistebná ve gmině Istebna v okrese Těšín ve Slezském vojvodství v jižním Polsku. Je to turisticky atraktivní místo pro letní i zimní sporty a rekreaci včetně restaurací a možnosti ubytování.

## Další informace
Průsmyk Kubalonka leží pod vrcholky Kubalonka (830 m n. m.) a bezejmenným vrcholem s výškou 818 m n. m. Průsmyk odděluje dvě části Slezských beskyd a to pásmo hory Czantoria od pásma hory Barania Góra. Vede zde silnice č. 941 z Visly do Jistebné s odbočkou na průsmyk Szarcula. Vodstvo průsmyku patří do povodí veletoku Visla (řeka Visla) a povodí veletoku Odra (řeka Olše) patřící do úmoří Baltského moře.

## Zajímavosti
Kościół Podwyższenia Krzyża Świętego - dřevěný historický kostel z roku 1779, přemístěný v letech 1957-1958 z Przyszowic (okres Gliwice). Leží na trase naučné stezky Szlak Architektury Drewnianej Województwa Śląskiego.
Ośrodek Chorób Płuc Dzieci i Młodzieży - středisko léčby plícních nemocí dětí a mládeže postavené v roce 1937.
Ve svazích Kubalonky na průsmykem jsou tratě pro biatlon (s licencí FIS) a sjezdovkou. V průsmyku je rozcestník turistických a běžeckých stezek a vede zde také dálková trasa Główny Szlak Beskidzki (Hlavní Beskydská magistála).